# Convocazioni all'European Silver League maschile 2023
Elenco dei giocatori convocati per l'European Silver League 2023.

## Austria
| N° | Nome                | Ruolo | Data di nascita   | Squadra                |
| -- | ------------------- | ----- | ----------------- | ---------------------- |
| -  | Radovan Gačič       | All   | 22 aprile 1975    | ACH Volley             |
| 2  | Samuel Müller       | P     | 30 dicembre 2003  | Raiffeisen Waldviertel |
| 4  | Richard Hensel      | C     | 27 febbraio 2004  | Hartberg               |
| 5  | Jacob Kitzinger     | L     | 21 agosto 2003    | Aich/Dob               |
| 7  | Noel Krassnig       | S     | 30 settembre 2002 | Aich/Dob               |
| 8  | Alexander Tusch     | P     | 19 novembre 1992  | Hebăr                  |
| 9  | Sebastian Sablatnig | C     | 6 maggio 2002     | Graz                   |
| 10 | Julian Zehner       | L     | 25 gennaio 2004   | Graz                   |
| 11 | Tobias Willimek     | S     | 29 novembre 2005  | Döbling                |
| 13 | Maximilian Thaller  | P     | 13 dicembre 1993  | Hartberg               |
| 14 | Michael Czerwiński  | O     | 7 settembre 2003  | Amstetten              |
| 15 | Niklas Etlinger     | S     | 3 agosto 1999     | Ried                   |
| 16 | Lukas Glatz         | S     | 5 gennaio 2005    | Hartberg               |
| 17 | Benedikt Sablatnig  | O     | 1º gennaio 2005   | Graz                   |
| 19 | Stefan Mülleder     | C     | 7 febbraio 2005   | Graz                   |
| 21 | Clemens Ecker       | O     | 25 dicembre 2000  | HAOK Mladost           |
| 22 | Paul Nusterer       | S     | 13 giugno 2005    | Sankt Pölten           |
| 34 | Jonas Mürzl         | S     | 21 novembre 2003  | Ried                   |

## Cipro
| N° | Nome                  | Ruolo | Data di nascita   | Squadra             |
| -- | --------------------- | ----- | ----------------- | ------------------- |
| -  | Nikolaos Zalmas       | All   | 31 gennaio 1971   | -                   |
| 1  | Odysséas Savvídis     | S     | 4 giugno 2002     | Paralimni           |
| 2  | Filippos Chrysostómou | S     | 6 novembre 2007   | -                   |
| 3  | Nikolas Charalambides | L     | 26 novembre 1993  | Nea Salamis         |
| 4  | Kanáris Pappás        | L     | 28 ottobre 2001   | Omonia              |
| 5  | Andreas Mbeis         | S     | 21 luglio 2004    | Anagennīsī Deryneia |
| 6  | Marios Stroukarevits  | C     | 16 agosto 1998    | Weiz                |
| 10 | Konstantínos Skordis  | S     | 20 agosto 2001    | Pafiakos            |
| 11 | Dimitris Karkidis     | P     | 10 aprile 2002    | Paralimni           |
| 12 | Angelos Aléxiou       | C     | 4 febbraio 1987   | Omonia              |
| 13 | Antónis Mavrommatis   | P     | 10 settembre 2002 | Omonia              |
| 14 | Marios Nikolaou       | C     | 6 giugno 1989     | Nea Salamis         |
| 16 | Andréas Christoforou  | C     | 14 dicembre 2000  | Anorthōsīs          |
| 18 | Kanarīs Michaīl       | S     | 24 gennaio 2002   | Perseas             |
| 19 | Evripides Kalos       | P     | 19 dicembre 2006  | Pafiakos            |

## Fær Øer
| N° | Nome               | Ruolo | Data di nascita  | Squadra      |
| -- | ------------------ | ----- | ---------------- | ------------ |
| -  | Boban Ilić         | All   | 28 giugno 1974   | -            |
| 1  | Mattias Isaksen    | S     | 14 aprile 2003   | Fleyr        |
| 2  | Ólavur Johannesen  | S     | 29 dicembre 2003 | Mjølnir      |
| 3  | Hákun Heinason     | O     | 20 ottobre 2000  | Fleyr        |
| 4  | Hørður Joensen     | O     | 21 maggio 2002   | Mjølnir      |
| 5  | Filip Ilić         | S     | 14 febbraio 2006 | -            |
| 6  | Þorvald Danielsen  | P     | 6 agosto 1986    | Mjølnir      |
| 7  | Niels Niclasen     | P     | 7 settembre 1998 | Fleyr        |
| 8  | Silas Poulsen      | L     | 28 giugno 2005   | -            |
| 9  | Vuc Ilić           | C     | 14 febbraio 2006 | -            |
| 10 | Teitur Eliasen     | C     | 15 marzo 1998    | -            |
| 11 | Jóhan Wang         | C     | 30 maggio 1996   | Mjølnir      |
| 12 | Toki í Haraldstovu | C     | 9 luglio 2005    | -            |
| 13 | Simun Poulsen      | L     | 7 maggio 2002    | Mjølnir      |
| 14 | Bjarni Joensen     | S     | 1º gennaio 2004  | -            |
| 15 | Áslakur Holm       | P     | 16 gennaio 2000  | Vestsjælland |

## Georgia
| N° | Nome                 | Ruolo | Data di nascita | Squadra |
| -- | -------------------- | ----- | --------------- | ------- |
| -  | Soso Lobzhanidze     | All   | 28 aprile 1983  | -       |
| 1  | Gabiani Gramiton     | C     | 24 aprile 1992  | -       |
| 3  | Beqa Kvelashvili     | C     | 8 ottobre 2002  | -       |
| 5  | Giorgi Chkholaria    | S     | 12 maggio 1995  | -       |
| 7  | Daviti Tskhomaria    | S     | 8 aprile 1998   | -       |
| 9  | Giorgi Gordadze      | P     | 7 agosto 2002   | -       |
| 10 | Tornike Kamkamidze   | S     | 3 ottobre 2006  | -       |
| 11 | Davit Lazarashvili   | S     | 6 novembre 1999 | -       |
| 12 | Mate Tevdoradze      | S     | 1º gennaio 2003 | -       |
| 13 | Aleksi Zakaidze      | C     | 21 gennaio 2001 | -       |
| 14 | Khasi Khalilovi      | C     | 21 marzo 2006   | -       |
| 16 | Badri Nutsubidze     | S     | 1º aprile 1998  | -       |
| 17 | Goga Buadze          | L     | 29 ottobre 1997 | -       |
| 22 | Beka Lobzhanidze     | S     | 23 luglio 2005  | -       |
| 23 | Aleksandre Kachibaia | P     | 31 ottobre 2001 | -       |

## Lettonia
| N° | Nome                 | Ruolo | Data di nascita   | Squadra           |
| -- | -------------------- | ----- | ----------------- | ----------------- |
| -  | Michał Gogol         | All   | 23 aprile 1985    | -                 |
| 2  | Kaspars Kronbergs    | L     | 24 aprile 2004    | RTU Robežsardze   |
| 3  | Jānis Jansons        | P     | 31 agosto 2000    | Jēkabpils Lūši    |
| 7  | Romāns Saušs         | S     | 27 giugno 1989    | Martigues         |
| 8  | Kristaps Šmits       | S     | 31 marzo 1998     | Arcada Galați     |
| 9  | Hermans Egleskalns   | O     | 8 dicembre 1990   | Cambrai           |
| 10 | Jēkabs Dzenis        | C     | 14 gennaio 2000   | RTU Robežsardze   |
| 13 | Edvīns Skrūders      | P     | 13 novembre 1997  | Rapid Bucarest    |
| 14 | Gustavs Freimanis    | C     | 22 settembre 2002 | Gazélec Ajaccio   |
| 15 | Oļegs Klopovs        | C     | 24 giugno 2000    | RTU Robežsardze   |
| 17 | Atvars Ozoliņš       | S     | 17 dicembre 1998  | Fréjus            |
| 19 | Kristers Dardzāns    | O     | 9 ottobre 2001    | Hurrikaani-Loimaa |
| 21 | Vladislavs Blumbergs | C     | 27 dicembre 1999  | OFĪ Creta         |
| 22 | Renārs Jansons       | O     | 17 maggio 2002    | Aalst             |
| 23 | Miks Ramanis         | S     | 1º gennaio 2002   | Brigham Young     |
| 25 | Dmitrijs Špakovs     | P     | 1º agosto 2002    | RTU Robežsardze   |
| 33 | Dāvis Melnis         | L     | 27 maggio 1997    | Jēkabpils Lūši    |

## Ungheria
| N° | Nome                  | Ruolo | Data di nascita   | Squadra       |
| -- | --------------------- | ----- | ----------------- | ------------- |
| -  | Péter Nagy            | All   | 15 maggio 1984    | MAFC          |
| 2  | Bence Ambrus          | C     | 14 maggio 2001    | MÁV Előre     |
| 3  | Viktor Bán            | L     | 8 settembre 1997  | Debreceni EAC |
| 5  | Péter Boldizsár       | C     | 10 novembre 2005  | Kecskeméti    |
| 6  | Bálint Tomanóczy      | C     | 31 ottobre 2001   | Pénzügyőr     |
| 7  | Benedek Péter         | S     | 13 settembre 2002 | Kazincbarcika |
| 9  | Bence Iván            | C     | 15 aprile 2001    | Kaposvár      |
| 11 | Gábor Bögöly          | S     | 24 ottobre 1997   | Kaposvár      |
| 12 | Kristóf Horváth       | S     | 2 settembre 1999  | Nantes        |
| 13 | Cameron Keen          | P     | 9 ottobre 1997    | Kecskeméti    |
| 14 | Máté Kiss             | L     | 22 febbraio 2000  | Kaposvár      |
| 15 | Márton Sebestyén      | O     | 15 aprile 2004    | MÁV Előre     |
| 16 | Bálint Kecskeméti     | C     | 7 agosto 2003     | Kecskeméti    |
| 17 | Kristóf Szalai        | S     | 4 giugno 2006     | DKSE          |
| 18 | Péter Varga           | O     | 25 giugno 2005    | Kecskeméti    |
| 19 | Balázs Bibók          | O     | 6 marzo 1999      | MÁV Előre     |
| 23 | Marcell Mikuláss-Koch | P     | 23 ottobre 2002   | Unterhaching  |